# لشکر بیست و سوم زرهی (ورماخت)
لشکر ۲۳ موتوریزه پنزر (انگلیسی: 23rd Tank Division) عنوان منتسب به واحد بیست‌وسوم از لشکر پنزر ارتش آلمان نازی در طول جنگ جهانی دوم می‌باشد که در نبردهای موتوریزه مشارکت عمده‌ای داشت